# Hệ thống các giải bóng đá ở Pakistan
Hệ thống các giải bóng đá ở Pakistan gồm các giải đấu liên kết với nhau dành cho các đội bóng ở Pakistan. Hệ thống có thể thức thứ bậc với lên hạng và xuống hạng giữa các giải đấu. Cúp PFF 2016 hiện tại là giải đấu chính ở Pakistan.

## Giải bóng đá ngoại hạng Pakistan
Giải PPL giải thể từng có 16 câu lạc bộ. Mỗi mùa giải, hai đội cuối bảng xuống hạng và được thay thế bởi hai đội cao nhất từ PFFL.

## Hệ thống
| Cấp độ | Giải đấu/Hạng đấu                                                                    | Giải đấu/Hạng đấu                                                                    | Giải đấu/Hạng đấu                                                                    | Giải đấu/Hạng đấu                                                                    | Giải đấu/Hạng đấu                                                                    | Giải đấu/Hạng đấu                                                                    |
| ------ | ------------------------------------------------------------------------------------ | ------------------------------------------------------------------------------------ | ------------------------------------------------------------------------------------ | ------------------------------------------------------------------------------------ | ------------------------------------------------------------------------------------ | ------------------------------------------------------------------------------------ |
| 1      | Giải bóng đá ngoại hạng Pakistan (đã giải thể, thay thế bởi Cúp PFF) Hạng A - 16 CLB | Giải bóng đá ngoại hạng Pakistan (đã giải thể, thay thế bởi Cúp PFF) Hạng A - 16 CLB | Giải bóng đá ngoại hạng Pakistan (đã giải thể, thay thế bởi Cúp PFF) Hạng A - 16 CLB | Giải bóng đá ngoại hạng Pakistan (đã giải thể, thay thế bởi Cúp PFF) Hạng A - 16 CLB | Giải bóng đá ngoại hạng Pakistan (đã giải thể, thay thế bởi Cúp PFF) Hạng A - 16 CLB | Giải bóng đá ngoại hạng Pakistan (đã giải thể, thay thế bởi Cúp PFF) Hạng A - 16 CLB |
| 2      | Giải bóng đá Karachi (bán chuyên nghiệp) Hạng B - 21 CLB                             | Giải bóng đá Karachi (bán chuyên nghiệp) Hạng B - 21 CLB                             | Giải bóng đá Karachi (bán chuyên nghiệp) Hạng B - 21 CLB                             | Giải bóng đá Karachi (bán chuyên nghiệp) Hạng B - 21 CLB                             | Giải bóng đá Karachi (bán chuyên nghiệp) Hạng B - 21 CLB                             | Giải bóng đá Karachi (bán chuyên nghiệp) Hạng B - 21 CLB                             |